# Dekanat Lublin – Południe
Dekanat Lublin – Południe – jeden z 28 dekanatów w rzymskokatolickiej archidiecezji lubelskiej.

## Parafie
W skład dekanatu wchodzi 10 parafii:
- parafia św. Wawrzyńca – Czerniejów
- parafia Ducha Świętego – Ćmiłów
- parafia MB Fatimskiej – Lublin
- parafia Miłosierdzia Bożego – Lublin
- parafia Najświętszego Serca Pana Jezusa – Lublin
- parafia św. Jakuba Apostoła – Lublin-Abramowice
- parafia św. Teresy od Dzieciątka Jezus – Lublin
- parafia św. Jana Pawła II – Lublin
- parafia Narodzenia NMP – Wilczopole
- parafia MB Częstochowskiej – Żabia Wola

## Sąsiednie dekanaty
Bychawa, Konopnica, Lublin – Śródmieście, Lublin – Wschód, Lublin – Zachód, Piaski, Świdnik